# Bosse
Bosse   (Anderlecht, 6 d'agost de 1954) nom artístic de Serge Bosmans, és un dibuixant i escriptor de còmics, belga

## Biografia
Serge Bosmans va néixer el 6 d'agost de 1954 a Anderlecht. Bosse va conèixer Watch, Dédé (André Verheye) i Bom a la Reial Acadèmia de Belles Arts de Brussel·les el 1970. L'any 1972, la seva passió per l'escriptura es va manifestar amb la publicació de l'efímera revista Zazou, que va cofundar amb Bom. Sota el pseudònim de Bosse, Serge Bosmans va col·laborar amb la revista Spirou, publicant per primera vegada una Carte Blanche el 1971. Després va publicar dos relats complets de dues pàgines el 1973 i un altre el 1974 a la secció Carte Blanche. Continua il·lustrant nombroses seccions i especialment els Jeux du professeur Travels'.
A partir de 1974, es va convertir en coguionista i coil·lustrador de la sèrie Zwie amb Christian Darasse a les Éditions Dupuis. Aquesta sèrie va ser reeditada l'any 2006 per Éditions Dargaud. El 1976 esdevingué guionista de one-shots o contes per a Christian Darasse (Sin Glass, sèrie de ciència-ficció), Bernard Hislaire (Baladin i Coursensac) i Jean-Marie Brouyère (Gontran Miro). El 1977, va escriure nombrosos articles per al diari L'Inexpliqué publicat per éditions Atlas. L'any següent, va crear la sèrie Zowie amb Christian Darasse, que va ser escrita en cinc-centes deu pagines fins al 1984, reimprès íntegrament per Dargaud el 2009. Bosse va llançar una sèrie de curta durada de tires d'humor amb Darasse Zéro de conduite el 1983-1984. És com a dissenyador que trobem la seva signatura a Oxygen with Plume and Mutine el 1984. Bosse va començar a escriure amb Bom per al guió de La Meute du fou de la sèrie medieval Gauthier de Montrevel, els dibuixos a llapis eren de Marc Michetz i l'entintat anava a càrrec de Christian Darasse. Aquesta sèrie no es va publicar.El mateix any, va començar com a guionista la sèrie Kogaratsu, el samurai dibuixat per Marc Michetz a les edicions Dupuis, aquesta sèrie de vegades és preeditada a Spirou i publicada en 14 albums en diferents col·leccions a Dupuis (1985-2014).
Amb aquest mateix company Christian Darasse, va començar com a guionista i coil·lustrador de la sèrie Donjons et Dragons, prepublicada a Tintín el 1984. Va continuar llançant la sèrie Hazel i Ogan per a la dissenyadora Norma a Tintín el 1986, (dos àlbums a l'editorial Blanco i un àlbum a Éditions Soleil, 1994).
Des del 2009, va assistir a Christian Darasse realitzant els esbossos de la sèrie Tamara de Zidrou publicada per Éditions Dupuis. Va tornar a l'Edat Mitjana amb l'escriptura d'un guió per a la sèrie Jhen de Jacques Martin a les Éditions Casterman el 2010. El 2013, va participar a la Japan Expo de Brussel·les. Del 2014 al 2017, va continuar la sèrie Tamara i Kogaratsu.

## Vida privada
Bosse viu a Incourt. Està casat i és pare de bessones. És músic i toca el baix. Gran aficionat als jocs de rol, Bosse és un apassionat de les justes i dels combats cavallerescs, ja siguin japonesos o vinculats a l'edat mitjana europea.

## Obra

###### Revistes i diaris
- Sin Glass a Spirou;[18]
- Dungeons and Dragons in Tintín de 1984 a 1986.[11][7]

###### Il·lustracions
The New Latin American Police Story, Aleph, coll. " Idees... i altres ", Brussel·les, 1976 OCLC 252703067.

###### Exposicions
- 2009 : Exposició de Kogaratsu al 6 Festival BulleBerry de Bourges.[20]
- 2013 : Exposició al MOOF ( Museu de Figurines Originals ) de Brussel·les fins a31 gener 2014

## Recepció

###### Premis i distincions
. 2011 :  premi de còmic per tota la seva obra al festival de fantasia Trolls et Légendes.